# Tamirat Tola
Tamirat Tola Abera (* 11. srpna 1991) je etiopský mistr světa v běhu na dlouhé tratě. Na olympijských hrách v Paříži v roce 2024 zvítězil v maratonu v novém olympijském rekordu 2:06:26. Na olympijských hrách v Riu 2016 získal bronzovou medaili v běhu na 10 000 metrů. V roce 2023 zvítězil na Newyorském maratonu, přičemž časem 2:04:58 překonal rekord trati.

## Kariéra
Tamirat Tola debutoval půlmaratonu v Agádíru v roce 2013. Poté se rychle zlepšil a vyhrál Českobudějovický půlmaraton v čase 1:02:04 hodiny. Své maximum zlepšil na 1:01:27 na Ústeckém půlmaratonu. Svůj první maraton dokončil v čase 2:06:17 na Dubajském maratonu a skončil zde na 4. místě.
V roce 2017 se Tola zúčastnil mistrovství světa v Londýně, kde získal stříbrnou medaili v maratonu časem 2:09:49. 
V roce 2022 vyhrál zlato v maratonu na mistrovství světa v Eugene v americkém Oregonu a zároveň časem 2:05:36 vytvořil rekord šampionátu.
V roce 2023 vyhrál Newyorský maraton v čase 2:04:58, čímž i tentokrát vytvořil nový rekord této trati.  
V roce 2024 na olympijských hrách v Paříži zvítězil v maratonu v novém olympijském rekordu 2:06:26. Překonal tak 16 let starý rekord, jehož držitelem byl Keňan Samuel Wanjiru.

### Osobní rekordy
- 10 000 metrů – 26:57,33 (Eugene 2016)
- 10 kilometrů – 28:12 (Bolzano 2018)
- Půlmaraton – 59:37 (Praha 2017)
- Maraton – 2:03:39 (Amsterdam 2021)